# Schlacht von Ellandun
Bei Ellandun fand 825 die Entscheidungsschlacht im damaligen Krieg zwischen den Königen Egbert von Wessex und Beornwulf von Mercien statt, die beide um die Vorherrschaft im angelsächsischen Britannien stritten. Der Ort liegt in Wiltshire (wohl Wroughton bei Swindon). Mit diesem Sieg gewann Egbert die Oberherrschaft innerhalb der angelsächsischen Heptarchie und wurde damit „Oberherr“ Britanniens (Bretwalda). Die zentrale Quelle zur Schlacht ist die Angelsächsische Chronik (sub anno 825), wo die Schlacht aber nur sehr knapp geschildert wird; demnach kam es dabei zu einem furchtbaren Gemetzel.